# Равдис, Геннадий Вениаминович
Геннадий Вениаминович Равдис (5 ноября 1943 — 26 сентября 2011) — российский спортсмен, заслуженный тренер России, мастер спорта СССР международного класса по дзюдо, мастер спорта СССР по самбо. Почетный Президент Клуба Спортивных Единоборств «ВОЛНА»
Выступал за ДСО «Динамо», затем там же работал тренером, участвовал в подготовке специальных сотрудников органов правопорядка при проведении Олимпийских игр 1980 года.
Образование высшее. Детская юношеская спортивная школа олимпийского резерва «Космонавт», директор.
Геннадий Равдис не только заслуженный тренер по самбо, но ещё и мастер спорта международного класса по дзюдо и доктор экономических наук.
В Санкт-Петербурге снят фильм про дзюдо с его участием.
Умер 26 сентября 2011 года, гражданская панихида состоялась 28 сентября 2011 года.